# 泗河街道
泗河街道，是中华人民共和国山東省济宁市泗水县下辖的一个乡镇级行政单位。

## 行政区划
泗河街道下辖以下地区：
榆树园街社区、考棚街社区、仲子街社区、清真寺街社区、东关街社区、南关街社区、玉皇庙街社区、火神庙街社区、西关街社区、石桥街社区、幸福村社区、杨家庄社区、圣源湖社区、舜发社区、古城社区、金泉社区、东洼村、西洼村、鲍王庄村、鲍东庄村、大鲍村、小鲍村、徐家楼村、穆家庄村、东立石村、西立石村、西曲泗村、中曲泗村、东曲泗村、西涧沟村和东涧沟村。